# Palmižana
Palmižana, natančneje zaliv Vinogradišće je letovišče na otoku Sveti Klement. Čeprav ni na otoku Hvaru, je eno izmed najbolj obljudenih, najstarejših in najbolj znanih hvarskih lokacij.
Zgodovina naselja je povezana s priseljevanjem treh bratov Meneghell iz Benetk na vzhodno obalo Jadrana: prvi je izbral Split, drugi Bokokotorski zaliv in tretji, Matteo, otok Hvar. Zaradi ljubezni do ženske je kupil veliko posestvo na prostem skalnatem otoku svetega Klementa. Leta 1820 je bila zgrajena hiša, ki jo je njegov potomec, profesor Eugen Meneghello, pozneje preuredil v gostišče ter poimenoval palača Palmižana. Turizem se je začel s podjetniškim podvigom Eugeneja Meneghella leta 1906, ko je tukaj, na svojem 300 let starem posestvu, zgradil poletno hišo. Meneghello je eksotične rastline iz vsega sveta uvažal takoj, ko je ustvaril botanični park, ki je priljubljen med obiskovalci Palmižane. Profesor je sklenil, da je treba gostilno urediti tako, da se gostje ne počutijo kot doma, ampak da lahko nadomestijo vse, česar doma nimajo. Organizirane so bile igre z žogami, jadranje, lovi in ribolov, pridelovali pa so splošno znani Meneghelov domači šampanjec. Uredil je tudi arboretum. Danes je galerija Meneghello prizorišče razstav.
Umetniško zbirko je v Palmižani ustvarila Dagmar Meneghello, Zagrebčanka, ki je bila nekoč novinarka in se je preselila na otok. V zbirki so dela Vaska Lipovca, Đure Sederja, Borisa Bućana, Bojana Šumonje, Alane Kajfež in drugih umetnikov.
Zaliv, kjer se nahaja Palmižana, je peščen. Leta 1999 je bil uvrščen med 10 najlepših turističnih destinacij na Jadranu. Palmižana je znana po svoji navtični marini. ACI marina Palmižana je odprta od začetka aprila do konca oktobra in je ena najlepših marin na Jadranu. Palmižanska kuhinja temelji na ribah, rakih in školjkah ter domači zelenjavi. V izboru prestižnih tujih revij je bila razglašena za najboljšo kuhinjo v Sredozemlju.